# Маріанна Гайніш
Маріанна Гайніш (нім. Marianna Hainisch, до шлюбу Пергеріст; 25 березня 1839, Баден (Нижня Австрія) — 5 травня 1936, Відень) — австрійська громадська діячка, феміністка, суфражистка, засновниця і лідерка австрійського жіночого руху. Мати другого федерального президента Австрії Міхаеля Гайніша.

## Біографія

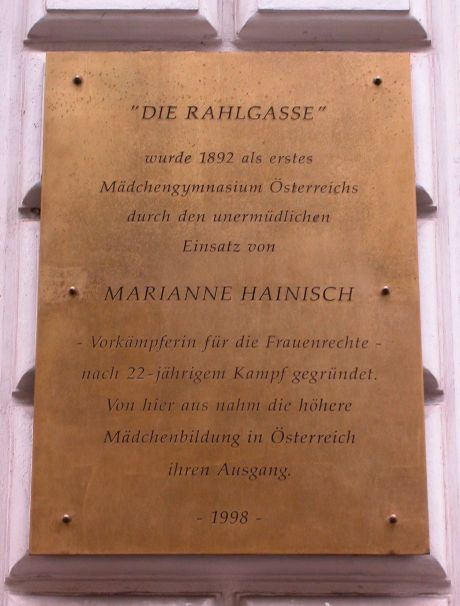
Меморіальна дошка М. Гайніш у Відні

Була дружиною промисловця і матір'ю двох дітей.
З 1870 року брала активну участь у жіночому русі. Її інтерес до нього був обумовлений соціальними труднощами сім'ї. Справи чоловіка збанкрутували, а Маріанна не змогла знайти роботу. Їй також було відмовлено в професійному навчанні.
М. Гайніш стала засновницею демократичного крила жіночого руху в Австрії. Її опоненткою із соціал-демократичного табору була Адельгейд Попп.
Гайніш виступала, перш за все, за створення реальних гімназій для дівчаток і надання можливості жінкам здобувати вищу освіту. Організувала шестикласну приватну школу. В 1892 році заснувала першу в німецькомовних країнах школу для дівчаток.
З 1902 по 1918 рік була головою заснованого нею Об'єднання австрійських жіночих спілок. Після закінчення Першої світової війни Маріанна Гайніш як спадкоємиця Берти фон Зуттнер, діячки міжнародного пацифістського руху, присвятила себе боротьбі за мир, а після смерті фон Зуттнер, в 1914 році стала керівницею Комісії з миру Федерації австрійських жіночих спілок.
За ініціативою Маріанни Гайніш, починаючи з 1924 року, в Австрії святкується День матері.

## Вибрані публікації
- Zur Frage des Frauenunterrichts, Vortrag gehalten bei der dritten General-Versammlung des Wiener Frauen-Erwerb-Vereines, 1870
- Die Brodfrage der Frau, 1875
- Ein Mutterwort über die Frauenfrage, 1892
- Frauenarbeit, 1911
- Die Mutter, 1913
- Autobiografie, 1929
- Das Buch des Hauses. Modernes Auskunftswerk für alle Mitglieder des Haushaltes, 1932.
- Neuausgabe zum 80. Todestag Hainischs

## Пам'ять
- У 1967 році в Бадені на її честь встановлено пам'ятник.
- У 1989 році пошта Австрії випустила пам'ятну марку, присвячену 150-річчю від дня народження М. Гайніш.
- У 2002 році у Відні на її честь названо вулицю.